# 마야 카사비앙카
마야 카사비앙카(Maya Casabianca, 1941년 ~ 2018년 12월 31일)는 프랑스-이스라엘계 가수이다.
모로코의 카사블랑카 태생인 여성가수이다. 부친은 프랑스인인 조선기사(造船技師)이며, 모친은 에스파냐인이다. 3년 동안 이스라엘에서 지낸 뒤 부친과 함께 지중해 항구를 전전한 끝에 1958년에 프랑스로 왔다. 1960년 여름, 프로방스에서 재능을 인정받아 그해 레코드를 취입하여 성공하였다.